# Issei Takahashi
Issei Takahashi (髙橋 壱晟 Takahashi Issei?, Aomori, 20 de abril de 1998) es un futbolista japonés que juega como centrocampista en el JEF United Chiba de la J2 League.

## Trayectoria

### Clubes
| Club                            | País  | Año   |
| ------------------------------- | ----- | ----- |
| JEF United Chiba                | Japón | 2017- |
| Renofa Yamaguchi F. C. (cedido) | Japón | 2018  |
| Montedio Yamagata (cedido)      | Japón | 2019  |